# Los Hualiches
Los Hualiches är en ort i Mexiko.   Den ligger i kommunen Doctor González och delstaten Nuevo León, i den centrala delen av landet, 700 km norr om huvudstaden Mexico City. Los Hualiches ligger 280 meter över havet och antalet invånare är 154.
Terrängen runt Los Hualiches är platt åt sydväst, men åt nordost är den kuperad. Runt Los Hualiches är det ganska glesbefolkat, med 34 invånare per kvadratkilometer. Närmaste större samhälle är La Providencia, 5,3 km väster om Los Hualiches. Trakten runt Los Hualiches består till största delen av jordbruksmark.